# Deutsche Fechtschule

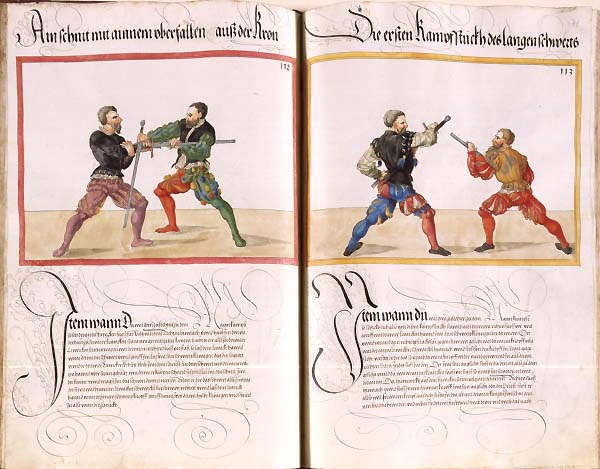
Paulus Hector Mair 16. Jahrhundert

Die Deutsche Fechtschule ist eine Kampfkunst mit europäischen Wurzeln. Die meisten erhaltenen Quellen stammen aus dem deutschen Sprachraum. Die Blütezeit lag zwischen dem 13. und 17. Jahrhundert. Die Deutsche Fechtschule beinhaltet Kampftechniken mit unterschiedlichen Blankwaffen wie Dolch, Dussack und Langschwert auf der Basis von waffenlosen Kampftechniken wie dem Ringen, im historischen Zusammenhang auch Kampfringen genannt.
Die Deutsche Fechtschule besitzt seit dem späten 18. Jahrhundert keine lebende Tradition mehr und ist nur noch in Form von historischen  Fechtbüchern erhalten. Einige wenige Ausnahmen bilden das Sportfechten, das Theaterfechten und die in einigen Studentenverbindungen übliche Mensur.
Als das älteste erhaltene Fechtbuch gilt das sogenannte Towerfechtbuch Manuskript I.33, das von einem deutschen Mönch am Ende des 13. Jahrhunderts geschrieben wurde. In ihm sind in lateinischer Sprache der Kampf mit dem einhändigen Schwert und dem Faustschild (Buckler) beschrieben. In großer Zahl treten Fechtbücher im deutschen Sprachraum ab dem Ende des 14. Jahrhunderts auf. Die Autoren stehen hauptsächlich in der Tradition des Fechtmeisters Johannes Liechtenauer und der ihm folgenden geselschafft liechtenawers, von dem selbst keine Fechtbücher überliefert sind. Bekannte Autoren von historischen Fechtbüchern sind Hans Talhoffer, Albrecht Dürer, Johannes Lecküchner, Fabian von Auerswald, Paulus Hector Mair, Hanko Döbringer (ein Pfaffe und wohl persönlicher Schüler Liechtenauers, der um 1389 eine umfangreiche Sammelhandschrift angelegt hat, die neben Ausführungen zum Fechten unter anderem auch metallurgische, medizinische sowie Koch- und Schießpulverrezepte enthält), Sigmund am Ringeck (mit einer Handschrift aus der ersten Hälfte des 15. Jahrhunderts erster Bearbeiter der Fechtlehre Liechtenauers), Peter von Danzig, Paulus Kal, Joachim Meyer und Meister Ott Jud.
Ein in Fechtbüchern oft zitierter Leitvers des Meisters Liechtenauer:
„vor noch swach stark Indes / an den selben woertern leit alle kunst / meister lichtnawers / Und sint dy gruntfeste und der / kern alles fechtens czu fusse ader czu rosse / blos ader in harnuesche.“
Ein weiterer Leitvers Liechtenauers, der die klassischen Werte des Ritterstandes des 14. Jahrhunderts widerspiegelt:
„Jung Ritter lere / got lip haben frawen io ere / So wechst dein ere / Uebe ritterschaft und lere / kunst dy dich zyret und in krigen sere hofiret(fol 18r).“
Es gibt mittlerweile eine Vielzahl von Vereinen, die sich mit der Rekonstruktion der historischen Kampfkunst beschäftigen.